# Viện hàn lâm Khoa học và Nghệ thuật Kosovo
Viện hàn lâm Khoa học và Nghệ thuật Kosovo (tiếng Albania: Akademia e Shkencave e Arteve e Kosovës, tiếng Latinh: Academia Scientiarum et Artium Kosoviensis) là viện hàn lâm quốc gia của Kosovo.

## Lịch sử
Viện hàn lâm Khoa học và Nghệ thuật Kosovo được thành lập ngày 20.12.1975 bởi quyết định của Quốc hội Kosovo. nhằm mục đích thúc đẩy sự tiến triển của Khoa học và Nghệ thuật ở Kosovo.

## Tổ chức
Viện hàn lâm Khoa học và Nghệ thuật Kosovo được điều hành bởi một chủ tịch, phó chủ tịch và một tổng thư ký.  Vị chủ tịch đầu tiên là Esad Mekuli, người được coi như cha đẻ của thơ hiện đại Albania tại Nam Tư. Vị chủ tịch hiện nay là Besim Bokshi, phó chủ tịch là Hivzi Islami và tổng thư ký là Engjëll Berisha:
- Ngôn ngữ và Văn học
- Khoa học tự nhiên
- Khoa học xã hội
- Nghệ thuật

## Danh sách cựu chủ tịch
- Esad Mekuli (20.12.1975 – 29.01.1979)
- Idriz Ajeti (29.01.1979 – 11.05.1982) – (25.05.1995 – 09.07.1996) – (09.07.1996 – 08.11.1999)
- Dervish Rozhaja (11.05.1982 – 10.05.1984)
- Syrja Pupovci (11.05.1984 – 09.05.1986)
- Vukašin Vuk Filipović (09.05.1986 - 24.05.1990)
- Musa Haxhiu (24.05.1990 – 04.06.1992)
- Mark Krasniqi (04.06.1992 – 27.06.1993)
- Gazmend Zajmi (27.06.1993 – 30.06.1994) – (30.06.1994 – 25.05.1995)
- Nexhat Daci (08.11.1999 – 30.11.2002)
- Rexhep Ismajli (2003 - 2009)
- Besim Bokshi (2009 - 2012)
- Hivzi Islami (2012 - tới nay)

## Các viện sĩ
Dưới đây là danh sách viện sĩ hiện nay:

### Viện sĩ thường xuyên
- Idriz Ajeti
- Ali Aliu
- Eqrem Basha
- Besim Bokshi
- Nexhat Daci
- Rauf Dhomi
- Minir Dushi
- Rexhep Ferri
- Hivzi Islami
- Rexhep Ismajli
- Feriz Krasniqi
- Mark Krasniqi
- Ekrem Myrtezai
- Rexhep Qosja
- Esat Stavileci
- Sabri Hamiti
- Engjëll Berisha
- Tahir Emra
- Mehmet Kraja
- Pajazit Nushi
- Latif Susuri
- Isa Mustafa
- Fejzullah Krasniqi
- Isuf Krasniqi

### Viện sĩ thông tấn
- Zejnullah Rrahmani
- Mehmet Halimi
- Jusuf Bajraktari
- Edi Shukriu
- Arsim Bajrami
- Anton K. Berisha
- Arsim Morina
- Qamil Haxhibeqiri
- Ruzhdi Pllana
- Sali Gashi
- Xhevdet Xhafa
- Luan Mulliqi

### Viện sĩ nước ngoài
- Ed-hem Çamo
- Tomë Berisha
- Neil S. Cherniack
- Shaban Demiraj
- Robert Elsie
- Wilfried Fiedler
- Victor Friedman
- Gjelosh Gjokaj
- Kristian Gyt
- Eric P. Hamp
- Ismail Kadare
- Dušan Kanazir
- Muhamedin Kullashi
- Noel Malcolm
- Joseph Milie-Emili
- Leonard Newmark
- Michel Roux
- Kolec Topalli
- Oliver Schmitt
- Radoslav Katičić
- Alajdin Abazi

### Viện sĩ danh dự
- Ferid Murad